# پرسونیا ترمینالیس
پرسونیا ترمینالیس (نام علمی: Persoonia terminalis) نام گونه‌ای درختچهٔ کمیاب از تیرهٔ شکرپارگان است.
گیاه پرسونیا ترمینالیس در خاک‌های اسیدی و با زهکشی بالای جنگل‌های شمال نیو ساوت ولز و جنوب کوئینزلند در شرق استرالیا یافت می‌شود. درختچه‌ها تا ۱٫۵ متر رشد می‌کنند. گل‌های زردرنگ آن در تابستان (دسامبر و ژانویه) پدیدار می‌شود.